# Tore Ohlson
För bandyspelaren med samma namn, se Tore Olsson
Tore Ohlson, folkbokförd Klas Tore Ohlsson, född 20 september 1920 i Åls församling, Kopparbergs län, död 26 december 1999 i samma församling, var en svensk företagsledare från Insjön.
Han var son till konstruktören och företagsgrundaren Clas Ohlson och Elsa Springfeldt, och efterträdde sin far som VD för Clas Ohlson AB. Tore Ohlson innehade denna post till 1983 varefter VD-posten rekryterats utanför familjekretsen. Hans syster heter Mary Haid.
Han var gift från 1946 med Karin Ohlson (född 1925) och paret hade en dotter Gunilla Tidstrand (1946–2000) vars barn Johan Tidstrand (född 1967) och Helena Ek Tidstrand (född 1970) ärvde andelar i Clas Ohlson AB.